# Parigi-Troyes 2009
La Parigi-Troyes 2009, cinquantunesima edizione della corsa e valida come evento dell'UCI Europe Tour 2009 categoria 1.2, si svolse il 15 marzo 2009 su un percorso totale di circa 172,1 km. Fu vinto dal francese Yannick Talabardon che terminò la gara in 3h58'42", alla media di 43,25 km/h.
All'arrivo 103 ciclisti portarono a termine il percorso.

## Ordine d'arrivo (Top 10)
| Pos. | Corridore          | Squadra      | Tempo    |
| ---- | ------------------ | ------------ | -------- |
| 1    | Yannick Talabardon | Besson       | 3h58'42" |
| 2    | Nadir Haddou       | Auber 93     | s.t.     |
| 3    | Steven Caethoven   | Agritubel    | s.t.     |
| 4    | David Han          | SCO Dijon    | s.t.     |
| 5    | Aleksandr Mironov  | Katusha C.   | s.t.     |
| 6    | Nicolas Hartmann   | Bretagne     | s.t.     |
| 7    | Jérémie Galland    | Besson       | a 32"    |
| 8    | Niels Brouzes      | Auber 93     | s.t.     |
| 9    | Mathieu Simon      | UV Aube      | s.t.     |
| 10   | Michael Reihs      | Designa Køk. | s.t.     |